# Окуда Хітоші
Окуда Хітоші (яп. 奥田 ひとし, нар. 15 серпня 1963, м. Дайсен, Японія) — японський манґака, найбільш відомий своїми персонажами та сюжетами, пов'язаними з всесвітом Tenchi Muyo!.

## Біографія
Народився 15 серпня 1963 року в містечку Кьова (нині — місто Дайсен), префектури Акіта. Закінчив префектурну старшу школу Акіта та економічний факультет університету Комадзава. Ще під час навчання в університеті дебютував під псевдонімом LEO з манґою «Канамі — Шрами часу» (яп. カナミ - 時の瘡痕, латиніз.: Kanami - toki no sōkon), що публікувалася у щоквартальному журналі Hyper Zone (яп. ハイパーゾーン) від видавництва Tokuma Shoten.
Після закінчення університету влаштувався працювати торговим представником у великій м'ясопереробній компанії та припинив роботу над манґою. Проте не зміг відмовитися від мрії стати манґакою, і в 1989 році, після смерті Тедзуки Осаму, звільнився з компанії. Почав працювати асистентом під керівництвом таких митців, як Ідзубуті Ютака та Нобутеру Юкі, здобуваючи професійну майстерність. Завдяки цьому досвіду, у каталозі компанії General Products його описували як «манґаку, що навчався у двох найвідоміших аніматорів Японії».
У 1990 році він перезапустив свою кар'єру в першому випуску журналу Comic Craft від Byakuya Shobo з роботою «Radical Guardian», змінивши псевдонім на Окуда Хітоші. Цей псевдонім він обрав на знак поваги до свого однокласника Конно Хітоші (яп. 今野仁), який справив значний вплив на його художній стиль.
Після закриття журналу Comic Craft Хітосі Окуда почав співпрацю з журналами Dragon Magazine та Comic Dragon (Fujimi Shobo), де створив свої найвідоміші роботи — зокрема, Tenchi Muyō! та Detatoko Princess.
Хоча від початку своєї кар'єри мешкав у Токіо, у 2004 році повернувся до рідної префектури Акіта зі словами: «Я більше не можу стримувати бажання говорити акітським діалектом». Після повернення він долучився до проєкту Chōjin Neiger — локального супергероя, створеного для промоції префектури Акіта, — зробив комікс-адаптацію (спершу як ваншот у журналі Monthly Dragon Age, згодом у вигляді томів), а також надавав ілюстрації до різноманітної продукції.
Його рідний дім — пивоварня «Okuda Shuzōten», розташована в Кьова-Сакаї, місто Дайсен, префектура Акіта. Її торгові марки — «Чійомідорі» та «Сюемон-но-саке» — неодноразово згадуються в його роботах.

## Роботи
- Radical Guardian (яп. ラジカルガーディアン) (1990)
- Ys Mask of the Sun (яп. イース太陽の仮面) (1994) — манґа по серії Ys IV[ja]
- Tenchi Muyo![en] (1994—2000)
  - The All-New Tenchi Muyō! (2000—2005)
  - Tenchi Muyō! Sasami Stories (2002)
  - Tenchi, Heaven Forbid! G… (1994—2000)
- Detatoko Princess (1994—1999)
- Onmyō Tantei Takanashi Ranto Mashōroku (яп. 陰陽探偵少女遊RANTO☆魔承録) (1999—2001)
- Chojin Neiger (яп. ちょうじんねいがー) (2007)
- Homura! (ホムラ) (2008)
- Nanda, Tada no Yuusha-sama ka (яп. なんだ、ただの勇者様か) (2009)
- Nanana's Buried Treasure[en] (2012—2013)
- Palette!

Окрім того, створював численні ілюстрації та малював йонкоми для буклетів і рекламних матеріалів.